# Токсандрия
Токсандрия (на латински: Toxandria; Texandrië; Taxandria) е старото наименование на региона Северен Брабант. Намира се между реките Маас и Шелда, в белгийско-нидерланския граничен регион. Населението се наричало токсандри (toxandri).

## История
След непрекъснатите нападения на франките в Римската империя, през 358 г. императаор Юлиан Апостат дава разрешение на салическите франки да се заселят на територията като федерати. В замяна на това те трябва да служат в римската войска и да пазят границата.
По-късно Токсандрия става самостоятелно княжество. През Средновековието е част от Херцогство Долна Лотарингия (Lotharingia Inferior, Niederlothringen).